# Megaselia tulearensis
Megaselia tulearensis är en tvåvingeart som beskrevs av Ronald Henry Lambert Disney 2005. Megaselia tulearensis ingår i släktet Megaselia och familjen puckelflugor.
Artens utbredningsområde är Madagaskar. Inga underarter finns listade i Catalogue of Life.